# 1990年チェコ共和国国民評議会選挙
1990年チェコ共和国国民評議会選挙は、チェコスロバキアを構成するチェコ共和国の議会である国民評議会（現・チェコ共和国議会代議院）を構成する議員を選出するための選挙で、1990年6月8日と9日に投票が行われた。なおチェコスロバキアの立法府である連邦議会（民族院と国民院）の選挙も同時に行われた。（→1990年チェコスロバキア連邦議会選挙）

## 基礎データ
- 選挙権：18歳以上
- 被選挙権：21歳以上
- 議員任期：4年
- 議員定数：200議席
- 選挙区：8選挙区
- 選挙制度：比例代表制

1. 有権者は政党が提出した候補者名簿に投票
2. 拘束名簿式であるが、有権者は選択した政党名簿の中から4名の候補者に選好投票することも可能。
3. 議席配分は最初にドループ式で選挙区ごとに議席配分。残余議席については最初の議席配分で余った得票を用いてチェコ共和国全体を1選挙区として集計、ドループ式で議席配分。
4. 選挙区における政党得票に占める選好投票割合が10％以上となった場合、選好投票で過半数を得た候補は名簿1位に移動。

- 阻止条項：有効投票5％以上

出典：下院選挙 - 1990年(連邦期)　

## 主要政党
本選挙に政党名簿を提出した主要政党について紹介。
- 市民フォーラム（Občanské fórum：OF）
1989年11月に結成された政治運動組織。民主化を求める様々な組織や個人によって構成され、主要メンバーは同年12月に発足した国民和解政府の閣僚となった。
- チェコスロバキア人民党（Československá strana lidová：CSL）
1919年に結成されたキリスト教民主主義政党。共産党政権時代は衛星政党であったが、1989年以降は自立性を回復。本選挙ではキリスト教民主党やキリスト教系諸政党とキリスト教民主連合（Křesťanská a demokratická unie：KDU）という連立リストを作成。
- チェコ社会民主（Československá sociální demokracie: ČSS）
1878年に結成されたチェコスラブ社会民主党（Českoslovanská sociálně demokratická strana）の流れを汲む社会民主主義政党。1948年にKSČへ吸収合併された後、1990年3月に再結成された。
- チェコスロバキア共産党（Komunistická strana Československa：KSČ）
1921年に結成された共産主義政党。1948年以降、一党支配体制を確立したが、1989年11月に民主化要求デモの高まりを受け、政権を在野勢力に明け渡した。
- 自治民主運動＝モラヴィア･シレジア協会（MORSL）
モラヴィア･シレジアの地域主義を主張する政治運動組織で1990年4月に結成された。

## 選挙結果
| 登録有権者数 | 7,553,477 |
| 投票者数     | 7,310,856 |
| 投票率       | 96.79%    |
| 投票数       | 7,303,620 |
| 有効投票数   | 7,211,047 |
| 有効投票率   | 98.73%    |

| 政党（政党連合）                            | 得票数    | 得票率 | 議席数 | 議席率 |
| ------------------------------------------- | --------- | ------ | ------ | ------ |
| 市民フォーラム OF                           | 3,569,201 | 49.50% | 127    | 63.5%  |
| チェコスロバキア共産党 KSC                  | 954,690   | 13.24% | 32     | 16.0%  |
| 自治民主運動＝モラヴィア･シレジア協会 MORSL | 723,609   | 10.03% | 22     | 11.0%  |
| キリスト教民主連合 KDU                      | 607,134   | 8.42%  | 19     | 9.5%   |
| 農民と農村の連帯 SZV                        | 296,547   | 4.11%  | 0      | 0.0%   |
| 社会民主 SD                                 | 296,165   | 4.11%  | 0      | 0.0%   |
| 緑の党 SZ                                   | 295,844   | 4.10%  | 0      | 0.0%   |
| チェコ社会民主 CSS                          | 192,922   | 2.68%  | 0      | 0.0%   |
| その他の政党                                | 274,935   | 3.82%  | 0      | 0.0%   |
| 合計                                        | 7,211,047 |        | 200    |        |

出典：Celkové výsledky hlasování、II. skrutinium。チェコ統計局（2012年7月7日閲覧）